# Thiodina
Thiodina es un género de arañas araneomorfas de la familia Salticidae. Se distribuye en el norte de Chile, Perú, Brasil y México. El género fue descrito por primera vez por el naturalista experto en insectos y arañas, Eugène Louis Simon en 1900.

## Especies
Muchas especies anteriores del género Thiodina fueron transferidas al género Colonus. Tanto T. inquies como T. irrorata se consideran nomen dubium. A partir de agosto de 2019 Thiodina contiene solo cuatro especies, que se encuentran en el norte de Chile, Perú, Brasil y México:
- Thiodina firme Bustamante & Ruiz, 2017. Brazil.
- Thiodina minuta (Galiano, 1977). Perú.
- Thiodina nicoleti Roewer, 1951 especie tipo. Chile.
- Thiodina perian Bustamante & Ruiz, 2017. México.